# نادي المنصورة
نادي المنصورة الرياضي، هو نادي كرة قدم مصري مقره المنصورة، يلعب النادي حاليًا في دوري الدرجة الثانية المصري ب، وهو ثالث أعلى دوري في نظام الدوري المصري لكرة القدم.
تأسس النادي عام 1932 باسم نادي النادي الملكي الرياضي، وكانت العضوية مقتصرة على موظفي الخدمة المدنية فقط من "الدرجات الستة". كان المقر الرئيسي للنادي هو كلية طب المنصورة الآن، واستمر ذلك حتى انتقل النادي إلى مقره الحالي في عام 1949، كما تغير اسم النادي إلى نادي البلدية الرياضي في نفس العام؛ إلا أنه في عام 1971 تغير اسم النادي مرة أخرى إلى اسمه الحالي.

## تاريخ
تأسس نادى المنصورة عام 1932 وكانت البداية مع تخصيص قطعة أرض تقدر مساحتها ب20 فدان بقرار عبد العزيز عبد الرازق أحد أعيان مدينة المنصورة لأنشاء النادى.
بدء نادى المنصورة باسم (النادى الملكى) في الفترة من 1932 وحتى عام 1949، وكانت العضوية قاصرة على الموظفين فقط بشرط الآ تقل درجاتهم الوظيفية عن الدرجة السادسة.

وكان مقر النادى مكان كلية طب المنصورة حاليا واستمر ذلك حتى طلب أهالي المنصورة من الدكتور طه حسين وزير المعارف العمومية إنشاء جامعة لأبناء الدقهلية على غرار جامعتي فؤاد وفاروق وصدر قرار بنزع ملكية الأرض لصالح كلية الطب وتم تعويض النادى بمبلغ 82 ألف جنيه ونقل إلى المقر الحالى بشارع بورسعيد بالمنصورة واطلق علية نادى البادية لمدة 3 أعوام فقط وبالتحديد حتى عام 1952، ومع قيام الثورة تم تغير اسم النادى إلى (الشعب) حتى عام 1971 عندما تغير اسمه إلى نادى المنصورة الرياضي حاليا.وكانت أكبر خسارة لنادي المنصورة في تاريخة الكروي هي عام 1942 من فرق نادي طنطا الذي انتهت المباراة بفوز اولاد السيد البدوي بي نتيجة 12-0
تولى رئاسة نادى 32 شخصية.، وكان أول رئيس للنادى حسين بك رأفت، وتلاة عزيز قريعى باشا، ثم زكى بك الشناوى، ويوسف بك سراج الدين، وحسن بك أبو سعده، وعبد الحميد بك رستم، ثم عبد الملك بك الحديدى، وفي عام 1961 تولى إسماعيل فريد رئاسة النادى بصفتة محافظا للدقهلية ثم جاء من بعدة اللواء عبد العزيز سيف اليزل سفير مصر...واللواء محمد البلتاجى محافظ الجيزة السابق...واللواء خالد بن الوليد مدير أمن الدقهلية حينذاك.......حتى جاء المهندس على القثداح رئيس مجلس إدارة شركة الخشب الحبيبي ثم عين السيد حامد شرف وكيل وزارة الشهر العقارى... وتلاه عبد الله العنتراوى سكرتير عام المحافظ...ثم محمد زكى الخولى... وهارون أبو سحلى... ومحمد حسيب... ثم محمد زكى الخولى مرة ثانية.
وجاء المهندس يوسف الشرقاوى رئيس مجلس إدارة شركة الغزل والنسيج.... ثم المحاسب محيى عبيد سكرتير عام محافظ الدقهلية.... والمحاسب أحمد عاطف نقيب التجاريين.... ثم المحاسب عطيه يوسف.... تلاه المهندس
عزت عبد الله وكيل وزارة الرى.... ثم الدكتور إبراهيم المهدى عميد كلية التجارة بجامعة المنصورة وفي عام 1991 جاء اللواء إبراهيم مجاهد ليتولى رئاسة النادى.... اعقبة عدة مجالس معينة ثم مجلس معين برئاسة الدكتور أحمد بيومى شهاب الدين ثم مجلس معين برئاسة الدكتور إبراهيم محمد مهدى ثم مجلس معين برئاسة الدكتور محمد طة شلبى ثم مجلبس منتخب برئاسة اللواء إبراهيم أحمد مجاهد ثم مجلس معين برئاسة الدكتور محمد ربيع وجاء مجلس معين آخر برئاسة الا ستاذ الدكتور محمد المهدى يوسف اعقبة مجلس منتخب برئاسة المحاسب عبد الوهاب عبد الوهاب أبو الحمايل ومجلس معين برئاسة الدكتور نبيل النجار وأخيرا وليس آخر مجلس منتخب برئاسة اللواء إبراهيم مجاهد

## شعار نادى المنصورة
شعار النادى ماْخوذ عن شعار المحافظة ادخل علية بعض التعديلات مثل الشمس والشعلة وكذلك قمة دار ابن لقمان والتي تم فيها أسر لويس التاسع قائد الحملة الصلبية ليعبر عن الماضى والحاضر والمستقبل المشرق.

## الانديه المتعاقده
22 مرة هي عمر المشاركة الحقيقة للمنصورة في الدوري المصري الممتاز منذ نشاْ ته عام 1948 حيث لعب في دورى المناطق وصعد للدورى الممتاز لأول مرة موسم 1955/1956.
وكان من نجوم الفريق في ذلك الوقت شوقى عبدة وعطية يوسف ومحسن عاشور ومحمد موسى ومصطفى البنا ولبيب أبو شادى وسعد فودة ومحمد البنداري.
لعب الفريق في الدورى الممتاز مواسم 56/57,57/58,58/1959 وحقق خلالها المركز الأخير في أول موسمين ولم يهب للظروف زيادة عد فرق المسابقة ثم جاء في الموسم الثالث قبل الأخير وهبط لدورى الدرجة الأولى موسم 58/59 وظل بها حتى موسم 61/62 وفي هذا الموسم تصدر فريق الاسماعيلى الدرجة الأولى وكان مقررا صعودة للدورى الممتاز هذا الموسم ليقرر الاتحاد المصرى للكرة تعديل نظاو الدورى إلى مجموعتين وصعدت المنصورة للممتاز إلى جانب الإسماعيلى ليظل الفريق في الدورى الممتاز موسمى 62/63 و63/64 وهبط بعد ذلك للدرجة الأولى وظل بها ثلاثة مواسم ممتتالية هي 64/65 , 65/66 , 66/1967 حتى توقف الدورى بسسب النكسة.
بعد استئناف الدورى لعب المنصورة في الدرجة الأولى بفريق جديد من الناشين ومنهم إبراهيم كوان ورضا حمد في مركز حراس المرمى وسعد ثليط وحسن مجاهد وعزت درويش ووجودى غوزى والحسينى كمال ومحمد الشال وعبد النبى والسيد عبدة محمود الصباغ ونبيل كلاكل ولعب الفريق في الدرجة الأولى موسم 71/72 ولم تكتمل المسابقة بسب ضربة الجزاء الشهيرة في لقاء الاهلى والزمالك والتي احتسبها الديبة حكم المباراة ضد الاهلى.
في موسم 72/73 تصدر الفريق مسابقة الدرجة الأولى وصعد لمرحلة «السداسية» ومعة فريق الشرقية عن هذة المجموعة وتصدر الفريق الدورة السداسية عقب تعادله مع السكة الحديد بهدف لكلا منهم والتعادل السلبى مع السويس والفوز على بنى سويف بهدف نظيف وعلى المنيا بهدفين وجاء فريق السكة الحديد في المركز الثاني وصعد الفريقان إلى الدورى الممتاز.

## العصر الذهبى للمنصورة في كرة القدم
استطاع الفريق ان يصمد في الدورى الممتاز لمدة ثلاثة سنوات متتالية من موسم 73\74 إلى موسم 81/1982 وذلك بفضل مجموعة من الناشين المشار إليهم سابقا وحقق الفريق نتائج طيبة وجاء في المركز الثالث موسم 75/76 ثم الرابع موسم 76/77 حتى وصل إلى العاشر موسم 77/78 ثم الثانمن لموسمى 78/79 وموسم 79/80 و80/81 حتى وصل إلى المركز الثالث عشر موسم 81/82 وهبط إلى الدرجة الأولى بعد اعتزال معظيم لاعبة الفريق وانتقال آخرين إلى اندية الممتاز ليلعب الفريق في الدرجة الأولى لمدة موسمين 82/83 و83/84 84/85 وصعد إلى دورى الاضواء مرة اخرة لثالث مواسم هي 84/85 و85/86 و86/1987 وتقرر الهبوط إلى موسمين آخرين 87/88 و88/89 وتاهل الفريق لدورة سداسية احتل فيها جمهورية شبين المركز الأول يالية فريق المنصورة في المركز التاتى وصعد الفريقن إلى دورى الاضواء في موسم 89/90 ولم تكتمل المسابقة بسب الاشتراك في كاْس العالم وفي موسم 90/91 وحقق الفريق المركز الخامس في موسم 91/92 وعاد الهبوط عقب هروب سبع لاعبين لدورى الشركات في الإمارات ولعب الفريق لموسم واحد وصعد بعدها للممتاز عقب فوزة على الكروم 1- صفر بالمنصورة وتعادل ايجابيا بهدف لكل منهما في الإسكندرية.
استمر الفريق في لعبة الكراسى الموسيقية فلعب موسم واحد بالدورى الممتاز عام 93/94 وعاد ليحتل مكانة في دورى الدرجة الأولى ثم صعد من جديد عقب صدراتة لمجموعة الإسكندرية عن جدارة وبدون هزيمة واثبت تفوقا لموسم 95/1996، وصعدالفريق الأول موسم 2008/2009 للدورى الممتاز أ بعد تحقيق الإنجاز والاعجاز في مسابقة دورى الممتاز (ب) مع الجيل الحالى وتقلص الفارق من 12 نقطة مع نهاية الدور الأول وتصدرة لمجموعة الموت والصعود عن جدارة للموسم الحالى 2009/2010 دورى الأضواء والشهرة.

## انجازات نادى المنصورة في مجال البطولات الرياضية
في مجال البطولات الرياضية بدأ مشوار نادى المنصورة بتخريج جيل من الشباب في كرة القدم حصلوا على البطولات الجمهورية والمناطق بجميع الاعمار في سنة 95/96 ،96/97 حيث قدم لمصر جيل جدبد من اللاعبين المهرة بانضمامهم للمنتخبات القومية والاندية المحلية سواء على المستوى الممتاز أو الدرجة الأولى حيث لا يخلو نادى مصر عن لاعبين أو ثلاثة أو أربعة يلعبوا في صفوفة من أبناء نادى المنصورة وامتد هذا الإنجاز إلى الفريق القومى وفريق الشباب وفرق الناشئين بكل الاعمار وكان يقود هذة القادة الرياضة ابن المنصورة حسن مجاهد حيث صعد بالفريق من دورى الدرجة اللأولى إلى الدورى الممتاز سنة 1995 (دون هزيمة) وحصل الفريق على المركز السداس ووصلة إلى نهائي كاْ س مصر مع نهائي النادى الا هلى وللوظروف الكل يعلمها لاحصل نادى المنصورة على كاْس مصر في 95/96 و96/97 وصل الفريق إلى المركز الثالث في مسابقتى الدوري العام وفي سنة 97/98 وصل الفريق في مسابقة الدورى العام في المركز الرابع ولا ننسى الإنجاز العظيم الذي حققة نادى المنصوره في الدورى القبل النهائي في بطولة ابطال الكوْوس لللاندية الافريقة سنة 1997 حيث لم يخسر سوى مباراة واحد ة مع النجم الساحلى في تونس وفاز على المريخ السودانى في السودان وفي مصر، وتعادل مع الفريق النيجيرى وفاز عليهم في مصر وهزم فريق جنوب افريقا في جوهانسبيرج وفاز عليهم في مصر ثم فاز على فريق النجم الساحلى بنتيجة مشرفة واشترك الفريق في احدالبطولات العربية المقامة بـدبى في دولة الإمارات العربية حيث فاز بالبطولة وهزم جميع الفرق المشتركة وحصل على الكاءس الذهبى للبطولة ليثبت انة أحد الاندية التي قدمت صورة مشرفة للكره المصرية.

## الألقاب والإنجازات
- الدوري المصري الممتاز 
  - المركز الثالث(1): 1996–97
  - المركز الرابع(1): 1997–98
- كأس مصر  (1)
  -  : الوصيف: 1995–96
- ابطال الكوْوس للأندية الإفريقية
  - نصف النهائي: 1997

## مجلس الإدارة
يتكون مجلس إدارة نادي المنصورة من التالي اسماؤهم :- 
- الحاج (حاتم المير).. رئيس مجلس اداره نادى المنصورة
- الاستاذ:(.. عضو مجلس اداره نادى المنصورة
- المستشار: سعيد مروان.. عضو مجلس اداره نادى المنصورة
- عماد رمضان.. عضو مجلس اداره نادى المنصورة

## قائمة اللاعبين
آخر تحديث في 3 سبتمبر 2021
ملاحظة: تشير الأعلام إلى المنتخب الوطني على النحو المحدد في قواعد الأهلية للفيفا. قد يحمل اللاعبون أكثر من جنسية واحدة غير تابعة للفيفا.
| الرقم | البلد | المركز | اللاعب       |
| ----- | ----- | ------ | ------------ |
| 1     | مصر   | حارس   | فتحي سلامة   |
| 2     | مصر   | مدافع  | حازم شعيب    |
| 3     | مصر   | مدافع  | أحمد صالح    |
| 4     | مصر   | وسط    | إسلام سولاري |
| 5     | مصر   | مدافع  | محمد إبرهيم  |
| 7     | مصر   | مهاجم  | أحمد راشد    |
| 8     | مصر   | وسط    | محمود مرزوق  |
| 9     | مصر   | مهاجم  | ماهر العشري  |
| 10    | مصر   | مهاجم  | عادل فكري    |

| الرقم | البلد | المركز | اللاعب        |
| ----- | ----- | ------ | ------------- |
| 12    | مصر   | مهاجم  | محمد ظريف     |
| 15    | مصر   | مهاجم  | أحمد حجاج     |
| 16    | مصر   | حارس   | عاطف نصحي     |
| 20    | مصر   | وسط    | محمد فوزي     |
| 21    | مصر   | مدافع  | محمد نجاتي    |
| 22    | مصر   | وسط    | إبراهيم أسامة |
| 25    | مصر   | وسط    | مهاب سعيد     |